# Willem II Tilburg 2014-2015

## Rosa
| N. |                        | Ruolo | Calciatore            |
| -- | ---------------------- | ----- | --------------------- |
| 1  | Grecia (bandiera)      | P     | Kōstas Lamprou        |
| 3  | Paesi Bassi (bandiera) | D     | Freek Heerkens        |
| 4  | Paesi Bassi (bandiera) | D     | Jordens Peters        |
| 5  | Paesi Bassi (bandiera) | D     | Frank van der Struijk |
| 7  | Paesi Bassi (bandiera) | A     | Terell Ondaan         |
| 8  | Belgio (bandiera)      | C     | Robbie Haemhouts      |
| 9  | Svezia (bandiera)      | A     | Samuel Armenteros     |
| 10 | Marocco (bandiera)     | C     | Ali Messaoud          |
| 11 | Brasile (bandiera)     | A     | Bruno Andrade         |
| 12 | Paesi Bassi (bandiera) | C     | Ricardo Ippel         |
| 14 | Israele (bandiera)     | A     | Ben Sahar             |
| 15 | Belgio (bandiera)      | D     | Dries Wuytens         |

| N. |                        | Ruolo | Calciatore           |
| -- | ---------------------- | ----- | -------------------- |
| 17 | Paesi Bassi (bandiera) | C     | Robert Braber        |
| 19 | Belgio (bandiera)      | D     | Jonas Heymans        |
| 20 | Paesi Bassi (bandiera) | C     | Jerson Cabral        |
| 21 | Belgio (bandiera)      | P     | David Meul           |
| 28 | Paesi Bassi (bandiera) | D     | Tim Cornelisse       |
| 29 | Belgio (bandiera)      | C     | Stijn Wuytens        |
| 31 | Paesi Bassi (bandiera) | P     | Mattijs Branderhorst |
| 36 | Paesi Bassi (bandiera) | A     | Charlton Vicento     |
| 38 | Paesi Bassi (bandiera) | C     | Wiljan Pluim         |
| 42 | Brasile (bandiera)     | C     | Renan Zanelli        |
|    | Paesi Bassi (bandiera) | A     | Richairo Živković    |
|    | Paesi Bassi (bandiera) | C     | Lesly de Sa          |
|    | Paesi Bassi (bandiera) | D     | Ruben Ligeon         |

## Risultati

### Campionato

#### Girone di andata
| 10 agosto 2014, ore 16:45 1ª giornata | Willem II | 1 – 3 | PSV |  |

| 17 agosto 2014, ore 14:30 2ª giornata | Utrecht | 2 – 1 | Willem II |  |

| 23 agosto 2014, ore 18:30 3ª giornata | Willem II | 3 – 0 | AZ Alkmaar |  |

| 29 agosto 2014, ore 20:00 4ª giornata | Go Ahead Eagles | 1 – 0 | Willem II |  |

| 13 settembre 2014, ore 20:45 5ª giornata | Feyenoord | 1 – 2 | Willem II |  |

| 19 settembre 2014, ore 20:00 6ª giornata | Willem II | 2 – 1 | NAC Breda |  |

| 28 settembre 2014, ore 14:30 7ª giornata | Groningen | 1 – 0 | Willem II |  |

| 4 ottobre 2014, ore 19:45 8ª giornata | Willem II | 2 – 1 | Heerenveen |  |

| 18 ottobre 2014, ore 18:30 9ª giornata | Willem II | 1 – 4 | Vitesse |  |

| 25 ottobre 2014, ore 19:45 10ª giornata | Heracles Almelo | 1 – 3 | Willem II |  |

| 2 novembre 2014, ore 14:30 11ª giornata | Willem II | 1 – 1 | Cambuur |  |

| 8 novembre 2014, ore 18:30 12ª giornata | ADO Den Haag | 3 – 2 | Willem II |  |

| 22 novembre 2014, ore 20:45 13ª giornata | Willem II | 1 – 1 | Excelsior |  |

| 28 novembre 2014, ore 20:00 14ª giornata | Dordrecht | 0 – 4 | Willem II |  |

| 6 dicembre 2014, ore 20:45 15ª giornata | Ajax | 5 – 0 | Willem II |  |

| 13 dicembre 2014, ore 19:45 16ª giornata | Willem II | 0 – 1 | PEC Zwolle |  |

| 21 dicembre 2014, ore 16:45 17ª giornata | Twente | 3 – 2 | Willem II |  |

#### Girone di ritorno
| 18 gennaio 2015, ore 12:30 18ª giornata | Willem II | 1 – 0 | Go Ahead Eagles |  |

| 25 gennaio 2015, ore 14:30 19ª giornata | NAC Breda | 0 – 0 | Willem II |  |

| 31 gennaio 2015, ore 18:30 20ª giornata | PSV | 2 – 1 | Willem II |  |

| 4 febbraio 2015, ore 20:45 21ª giornata | Willem II | 1 – 0 | Utrecht |  |

| 8 febbraio 2015, ore 14:30 22ª giornata | Willem II | 3 – 0 | Heracles Almelo |  |

| 14 febbraio 2015, ore 19:45 23ª giornata | Vitesse | 2 – 0 | Willem II |  |

| 22 febbraio 2015, ore 14:30 24ª giornata | Willem II | 1 – 1 | Ajax |  |

| 28 febbraio 2015, ore 19:45 25ª giornata | AZ Alkmaar | 2 – 0 | Willem II |  |

| 6 marzo 2015, ore 20:00 26ª giornata | Willem II | 2 – 2 | Twente |  |

| 14 marzo 2015, ore 20:45 27ª giornata | Excelsior | 2 – 3 | Willem II |  |

| 21 marzo 2015, ore 19:45 28ª giornata | Willem II | 2 – 1 | Dordrecht |  |

| 4 aprile 2015, ore 18:30 29ª giornata | PEC Zwolle | 1 – 0 | Willem II |  |

| 12 aprile 2015, ore 12:30 30ª giornata | Willem II | 2 – 2 | Feyenoord |  |

| 18 aprile 2015, ore 20:45 31ª giornata | Willem II | 1 – 4 | Groningen |  |

| 25 aprile 2015, ore 18:30 32ª giornata | Heerenveen | 1 – 1 | Willem II |  |

| 10 maggio 2015, ore 14:30 33ª giornata | Willem II | 1 – 0 | ADO Den Haag |  |

| 17 maggio 2015, ore 14:30 34ª giornata | Cambuur | 1 – 2 | Willem II |  |